# Louis Gonne
Louis Charles Jérôme Gonne (Braives, 1860 - Luik, 10 april 1934) was een Belgisch magistraat en administrateur van de Belgische Staatsveiligheid.

## Levensloop
Gonne werd in Braives geboren in een katholiek gezin. Hij was een zoon van Maximilien Gosse, een ingenieur die in Waremme een machinefabriek leidde, en van Christine Esser, afkomstig uit Duitsland.  
In het begin van de jaren tachtig promoveerde hij tot doctor in de rechten aan de Rijksuniversiteit Luik. Hij trouwde in 1884 met Augusta Marie Thérèse Joséphine Vandenberg en ze kregen twee dochters. Hij had een broer, Ferdinand Gonne, leider van de katholieke partij in het kanton Hoei.
Hij werd advocaat in Luik, maar na enkele jaren trad hij toe tot de magistratuur. Hij werd substituut in Luik en in Namen en in 1903 werd hij procureur des Konings in Hasselt. 
Einde 1906 werd hij, in opvolging van Jules De Rode, benoemd tot administrateur van de Staatsveiligheid en directeur-generaal voor de gevangenissen. Hij bekleedde de functies tijdens de moeilijke periode van de Eerste Wereldoorlog. Na de oorlog behield hij de functies tot in 1927.